# 麥覺明
麥覺明（1965年12月22日—），台灣導演，並兼具製作人、節目主持人。

## 簡介
麥覺明於實踐大學會計學系畢業，就學期間參與戶外活動，熱衷於登山、溯溪、探洞、攀岩等社團工作，曾是實踐大學綠野登山社社長。畢業後，麥覺明曾任職財務金融的工作，因興趣使然，故辭職原工作。麥覺明自我體能訓練一年時間後，1995年展開聖母峰登頂挑戰。此程歸返後，麥覺明被引薦擔任衛視中文台《台灣探險隊》企劃，摸索電視節目的技術作業與流程工作，之後開始學習製作節目。
2002年，麥覺明製播中國電視公司《MIT台灣誌》。此外，麥覺明在2003年完成阿拉斯加北美第一高峰麥肯尼峰登頂成功。

## 作品

### 電視節目
- 2001年－行政院農業委員會《台灣世紀之旅》
- 2001年－經濟部水利署《大河台灣》
- 2002年－中國電視公司《MIT台灣誌》
- 2005年－中國電視公司《走在台灣的脊樑上》
- 2006年－中國電視公司《繽紛台灣再發現》
- 2006年－公共電視文化事業基金會《台灣古道誌》
- 2007年－公共電視文化事業基金會《穿越中央山脈歷史走廊：八通關古道東西段》
- 2009年－中國電視公司《魅力台灣樂活誌》
- 2010年－中國電視公司《生態台灣》
- 2012年－公共電視文化事業基金會《轉動百年阿里山》
- 2013年－公共電視文化事業基金會《合歡百年風雲》
- 2014年－中國電視公司《台灣山女孩》

### 電影
- 2017年－紀錄短片《點亮臺灣之光 Firefly飛吧》
- 2019年－紀錄長片《黑熊來了》
- 2023年－紀錄長片《山椒魚來了》
- 2024年－紀錄長片《看見台灣3》

## 獎項

### 得獎紀錄
- 2002年－入圍金鐘獎最佳攝影獎
- 2002年－入圍金鐘獎最佳剪輯獎
- 2002年－獲頒台灣媒體觀察教育基金會國人自製兒童及少年優質節目五星獎
- 2004年－閱聽人監督媒體聯盟優質節目推薦獎
- 2005年－台灣原住民電視節目推薦獎
- 2004年－入圍金鐘獎非戲劇類導演獎
- 2006年－入圍金鐘獎社區綜藝類最佳主持人獎
- 2006年－入圍金鐘獎社區綜藝獎
- 2006年－榮獲金鐘獎教育文化貢獻獎
- 2007年－入圍金鐘獎非戲劇類節目導演
- 2007年－入圍金鐘獎最佳攝影獎
- 2007年－入圍金鐘獎綜合節目主持人獎
- 2007年－榮獲金鐘獎綜合節目獎
- 2008年－入圍金鐘獎綜合節目獎
- 2008年－榮獲金鐘獎非戲劇類導演獎
- 2009年－入圍金鐘獎非戲劇類節目導演獎
- 2010年－入圍金鐘獎行腳節目獎
- 2011年－入圍金鐘獎行腳節目獎
- 2012年－入圍金鐘獎行腳節目獎
- 2012年－入圍金鐘獎行腳節目主持人獎
- 2013年－榮獲金鐘獎行腳節目獎
- 2013年－入圍金鐘獎最佳攝影獎
- 2013年－入圍金鐘獎非戲劇類節目導演獎
- 2015年－入圍金鐘獎教育文化節目主持人獎
- 2017年－入圍金鐘獎自然科學紀實節目獎
- 2017年－榮獲金鐘獎自然科學紀實節目主持人獎
- 2017年－入圍金鐘獎剪輯獎
- 2018年－榮獲美國休士頓影展 金獎
- 2021年－入圍金鐘獎非戲劇類攝影獎

### 入圍作品
- 2004年－金鐘獎最佳非戲劇類導演
- 2006年－金鐘獎社區綜藝類最佳主持人獎
- 2007年－金鐘獎非戲劇類節目導演獎
- 2007年－金鐘獎綜合節目主持人獎
- 2012年－金鐘獎最佳行腳節目主持人獎
- 2015年－金鐘獎最佳行腳節目主持人獎
- 2017年－金鐘獎自然科學紀實節目主持人獎

### 得獎作品
- 2006年－金鐘獎教育文化貢獻獎
- 2007年－金鐘獎綜合節目獎
- 2008年－金鐘獎非戲劇類節目導演獎
- 2013年－金鐘獎最佳行腳節目獎
- 2017年－金鐘獎自然科學紀實節目主持人獎
- 2018年－點亮臺灣之光 Firefly飛吧 螢火蟲 美國休士頓影展 金獎
- 2023年－2023年台北電影獎觀眾票選獎《山椒魚來了》

## 外部連結
- 麥覺明在互联网电影资料库（IMDb）上的資料（英文）